# Ammonia
Ammonia est un groupe de musique rock-grunge australien ayant été actif de 1992 à 1999. La discographie d'Ammonia compte deux albums studio : Mint 400 (1995) et Eleventh Avenue (1998).

## Composition du groupe
- Dave Johnstone - guitare, chant (1992-1999)
- Alan Balmont - batterie (1992-1999)
- Phil Natt - basse (1992), guitare, claviers, chant (1993-1999)
- Simon Hensworth - basse (1993-1999)